# Юги (деревня, Ленинградская область)
Юги — деревня в Потанинском сельском поселении Волховского района Ленинградской области.

## История
Деревня Юга упоминается на карте Санкт-Петербургской губернии 1792 года А. М. Вильбрехта.
На карте Санкт-Петербургской губернии Ф. Ф. Шуберта 1834 года она обозначена как две смежные деревни: Нижняя Юга и Верхняя Юга и при них мыза Рюгино.

УСАДИЩЕ РЮГИНО — принадлежит подполковнице Алексеевой, число жителей по ревизии: 4 м. п., 5 ж. п.

ЮГА — деревня принадлежит Казённому ведомству, число жителей по ревизии: 18 м. п., 22 ж. п.

ЮГА ЗА РУЧЬЁМ — деревня принадлежит Казённому ведомству, число жителей по ревизии: 27 м. п., 25 ж. п. (1838 год)

Деревни Нижняя Юга и Верхняя Юга отмечены на карте Ф. Ф. Шуберта 1844 года.

ЮГА — деревня Ведомства государственного имущества, по просёлочной дороге, число дворов — 8, число душ — 22 м. п.

ЮГА ЗА РУЧЬЁМ — деревня Ведомства государственного имущества, по просёлочной дороге, число дворов — 13, число душ — 32 м. п. (1856 год)

РЮГИНО — мыза владельческая при реке Вороновке, число дворов — 1, число жителей: 4 м. п., 2 ж. п.

ЮГА (ВЕРХНЯЯ ЮГА) — деревня казённая при реке Вороновке, число дворов — 9, число жителей: 20 м. п., 21 ж. п.

ЮГА ЗА РУЧЬЁМ (НИЖНЯЯ ЮГА) — деревня казённая при реке Вороновке, число дворов — 12, число жителей: 34 м. п., 33 ж. п. (1862 год)

Согласно карте из «Исторического атласа Санкт-Петербургской Губернии» 1863 года деревня состояла из двух частей, которые назывались Нижняя Юга и Верхняя Юга, рядом с ними обозначена усадьба Рюгина.
Согласно епархиальным сведениям 1899 года деревня относилась к приходу церкви Рождества Богородицы Вороновского погоста.
В конце XIX — начале XX века деревни административно относились к Шахновской волости 3-го стана Новоладожского уезда Санкт-Петербургской губернии.
По данным «Памятной книжки Санкт-Петербургской губернии» за 1905 год деревни назывались Югое и Югое За Ручьём и входили в состав Хмелевского сельского общества.
С 1917 по 1923 год деревня Юга входила в состав Хмелевского сельсовета Шахновской волости Новоладожского уезда.
На карте Петербургской губернии издания 1922 года упоминается только деревня Верхняя Юга.
С 1923 года в составе Пашской волости Волховского уезда.
С 1924 года в составе Чуновского сельсовета.
С 1927 года в составе Пашского района.
По данным 1933 года деревни Юга и Юга За Ручьями входили в состав Чуновского сельсовета Пашского района Ленинградской области.
По данным 1936 года деревня Юга являлась административным центром Чуновского сельсовета, в его состав входили 5 населённых пунктов, 165 хозяйств и 2 колхоза.
С 1939 года деревня Юга учитывается областными административными данными, как деревня Юги.

Деревня Юги на карте 1940 года

В 1950 году население деревни составляло 100 человек.
С 1955 года в составе Новоладожского района.
В 1958 году население деревни составляло 67 человек.
С 1960 года в составе Потанинского сельсовета.
С 1963 года в составе Волховского района.
По данным 1966, 1973 и 1990 годов деревня Юги также входила в состав Потанинского сельсовета входили.
В 1997 году в деревне Юги Потанинской волости проживали 3 человека, в 2002 году — 4 человека (все русские).
В 2007 году в деревне Юги Потанинского СП не было постоянного населения.

## География
Деревня расположена в северо-восточной части района на автодороге 41К-376 (Низино — Потанино — Хмелевик).
Расстояние до административного центра поселения — 4 км.
Близ деревни проходит железнодорожная линия Волховстрой I — Лодейное Поле. Расстояние до ближайшей железнодорожной станции Юги — 1 км.
Деревня находится на правом берегу реки Воронежка.

## Демография
| 1862 | 2002 | 2007 | 2010 | 2017 |
| ---- | ---- | ---- | ---- | ---- |
| 108  | ↘4   | ↘0   | ↗4   | ↘1   |

### Национальный состав
Согласно данным Всероссийской переписи населения 2021 года в деревне проживали 6 человек, все русские.